# Torbert Macdonald

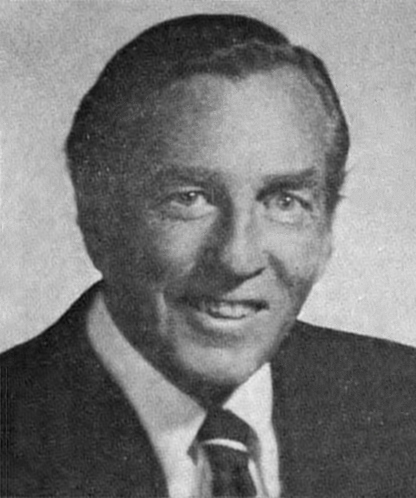
Torbert Macdonald, 1973

Torbert „Torby“ Hart Macdonald (* 6. Juni 1917 in Everett, Massachusetts; † 21. Mai 1976 in Bethesda, Maryland) war ein US-amerikanischer Politiker der Demokratischen Partei und langjähriges Mitglied des US-Repräsentantenhauses aus Massachusetts.

## Leben
Nach dem Besuch der Medford High School in Medford sowie der Phillips Academy in Andover studierte er an Harvard University und war während seines Studiums Zimmergenosse von John F. Kennedy. 1940 schloss er dieses Studium mit einem Bachelor of Arts (B.A.) ab und begann danach ein postgraduales Studium der Rechtswissenschaft an der Harvard Law School.
1942 unterbrach er sein Studium, um während des Zweiten Weltkrieges zwischen 1942 und 1944 seinen Militärdienst in der US Navy wie John F. Kennedy als Kommandant eines PT-Schnellbootes im südwestlichen Pazifischen Ozean zu leisten. Während des Krieges wurde er mit dem Bronze Star sowie dem Purple Heart ausgezeichnet.
1944 heiratete er die frühere Freundin von Cary Grant und Howard Hughes, Phyllis Brooks, die als Filmschauspielerin in einigen Filmproduktionen mitwirkte. Zugleich setzte er sein Studium fort und schloss dieses 1946 mit einem Bachelor of Laws (LL.B.) ab. Nach einer kurzen Tätigkeit als Rechtsanwalt in Boston wurde er 1948 Mitarbeiter des National Labor Relations Board, einer unabhängigen US-Behörde, die für die Umsetzung des wichtigsten Arbeitsgesetzes der USA, des National Labor Relations Act, zuständig ist.
1954 wurde er als Kandidat der Demokratischen Partei erstmals als Mitglied in das Repräsentantenhaus der Vereinigten Staaten gewählt und vertrat in diesem zunächst vom 3. Januar 1955 bis zum 3. Januar 1963 den 8. Kongresswahlbezirk von Massachusetts. Im Anschluss wurde er im 7. Kongresswahlbezirk Massachusetts zum Abgeordneten des US-Repräsentantenhauses gewählt und gehörte diesem vom 3. Januar 1963 bis zu seinem Tode an. 
Darüber hinaus war er 1960, 1964 sowie 1968 Delegierter bei den Democratic National Conventions zur Aufstellung des Präsidentschaftskandidaten der Demokraten. Nachfolger als Kongressabgeordneter wurde nach seinem Tod Ed Markey.